# Green days 2013
「Green days 2013」 (グリーン・デイズ・2013) は、TM NETWORKの39枚目シングル。2013年7月20日と7月21日にライブ会場限定で販売された。

## 制作

### Green days 2013
タイトル「Green days」は「平穏な日々」を意味している。
2004年のライブツアー『DOUBLE-DECADE TOUR "NETWORK"』日本武道館公演で初披露され、その後この曲の音源化は一切されてこなかったが、2013年7月20日と7月21日にさいたまスーパーアリーナで行われた『TM NETWORK FINAL MISSION -START investigation-』にて、ライブ会場限定CDとして2013年版にリアレンジし発売。ボーカル・宇都宮隆にとって、すい臓腫瘤手術後、初のレコーディング楽曲となる。
この曲のデモテープを宇都宮が聞いたのは、『DOUBLE-DECADE TOUR "NETWORK"』日本武道館公演のリハーサル中だった。小室からそのときの歌い方について、細かい指示はなかったという。
木根尚登によると、武道館のリハーサル残り2日になった時点でできた新曲とのこと。今（2004年）のTMらしい、自分たちの年代の視線から書いた歌詞、20周年を迎えたTMにふさわしいと言っている。

### I am 2013
2012年の活動再開に合わせてリリースされた38枚目のシングルのリメイク。原曲よりもギターが前面に出ており、リズムも4つ打ちが強調されている。
後にセルフリプロダクトアルバム『DRESS2』にも収録された。

### I am (TK EDM Mix)
2012年から小室がコンセプトとして掲げている「EDM (Electronic Dance Music)」をより強調してリミックスされている。デジタルリリースされていないため2022年時点でも本作CDでしか聴くことができない。

## 音楽性

### Green days 2013
木根は「リハーサルスタジオで聞いたとき、武道館でこの曲を演奏しているとき、この曲が背中を押してくれた、迷いがなくなった」と語っている。
小室はこの曲の歌詞は『BOY MEETS GIRL』や『I'm Proud』の歌詞を書いた人とは同一人物が書いたものとは思えないと自分でも思うことが確かにあるという。完全に生まれ変わった感覚があるという。この曲を自分のポートレートとして思ってくれたら嬉しいと言っている。

## 収録曲
| 全作詞・作曲・編曲: 小室哲哉。 |                                   |          |            |      |
| #                              | タイトル                          | 作詞     | 作曲・編曲 | 時間 |
| 1.                             | 「Green days 2013」               | 小室哲哉 | 小室哲哉   | 6:35 |
| 2.                             | 「I am 2013」                     | 小室哲哉 | 小室哲哉   | 5:53 |
| 3.                             | 「I am (TK EDM Mix)」             | 小室哲哉 | 小室哲哉   | 8:03 |
| 4.                             | 「Green days 2013」(Instrumental) | 小室哲哉 | 小室哲哉   | 6:35 |
| 合計時間:                      | 合計時間:                         | 27:06    |            |      |

## クレジット
- Produced, Mixed : 小室哲哉
- Vocal Recorded : 伊東俊郎
- Synthesizer Programming, Recorded : 岩佐俊秀
- Mastered : 前田康二 (Burnie Grundman Mastering)
- Design : WORLD'S END GRAPHICS

## 収録アルバム
Green days 2013
- Gift from Fanks M
- LIVE HISTORIA M 〜TM NETWORK Live Sound Collection 1984-2015〜　(ライブバージョン)
- How Do You Crash It? (ライヴバージョン。但し表記は『Green days』となっている。)

I am 2013
- DRESS2